# Oğuzhan Koç
Oğuzhan Koç (Üzümlü, 13 maggio 1985) è un attore, cantautore, comico, produttore musicale, conduttore televisivo e sceneggiatore turco.

## Biografia
Oğuzhan Koç è nato il 13 maggio 1985 nel distretto di Üzümlü, in provincia di Erzincan (Turchia), dall'insegnante Kıymet Koç e dall'impiegato bancario Bahattin Koç, ed ha un fratello maggiore. Dopo il terremoto di Erzincan del 1992, la sua famiglia si era trasferita a Bursa.

## Carriera
Oğuzhan Koç ha giocato nella BursaSpor squadra di calcio giovanile. Ha prestato servizio come muezzin durante il Ramadan per la moschea del luogo dove ha vissuto per due anni, per aver aiutato il vecchio muezzin. Dall'età di sette anni ha studiato presso il dipartimento di musica del conservatorio statale di Bursa. Ha studiato per un po' presso il dipartimento di economia del lavoro della Dokuz Eylül University. Poi ha lasciato la scuola per trasferirsi ad Istanbul per prepararsi di nuovo agli esami. Ha seguito una formazione online presso il dipartimento di economia dell'Università di Anadolu. Un anno dopo, si è iscritto presso il dipartimento di antropologia dell'Università di Istanbul.
Interessato alle arti dello spettacolo fin dall'infanzia, nel 2006 è entrato a far parte come sceneggiatore dei Beşiktaş Culture Center, nel 2007 è entrato a far parte come attore dei Beşiktaş Culture Center. Nel 2009 ha interpretato un ruolo nel film La vita felice (Neşeli Hayat) diretto da Yılmaz Erdoğan. Ha composto la canzone "Gül ki Sevgilim" a Ferhat Göçer, la cui canzone e musica gli appartenevano, ed ha accompagnato la canzone di Gülben Ergen Giden Günlerim Oldu, i cui testi e composizione gli appartenevano nell'album Uzun Yol Şarkıları. Ha cantato la canzone Çok Güzel Hareketler Bunlar nella commedia teatrale. Nel 2010 ha recitato nel film Scene di un'estate (Çok Filim Hareketler Bunlar) diretto da Ozan Açıktan.
L'album Ben Hala Rüyada è stato pubblicato il 2 dicembre 2013 sotto l'etichetta Esen Music. Allo stesso tempo, nel 2013 ha iniziato a presentare il programma 3+1 su Star TV con Eser Yenenler e İbrahim Büyükak, ma quando il programma è stato acquistato da Acun Ilıcalı, nel 2014 è passato su TV8 con il titolo 3 Adam. Inoltre, si sono esibiti in stand-up comedy in Europa e in Turchia. Nell'aprile 2015 è stato pubblicato il singolo intitolato Aşkla Aynı Değil, che aveva cantato con Gülben Ergen. Ha partecipato come giuria alla seconda stagione del programma di TV8 "O Ses Çocuklar", "O Ses Türkiye" e al termine del programma ha vinto il primo posto.
Ha ricoperto il ruolo del protagonista Onur Güzel nei film Yol Arkadaşım e Yol Arkadaşım 2, scritti da İbrahim Büyükak. Insieme agli attori Gülben Ergen ed Eser Yenenler, ha preso parte al doppiaggio turco di Pinocchio. Poi è stato scelto come doppiatore nel film d'animazione Fırıldak Ailesi, insieme ad Eser Yenenler e İbrahim Büyükak. Nello stesso periodo ha doppiato nel film d'animazione Doru.

## Vita privata
Oğuzhan Koç a febbraio 2021 ha ufficializzato la sua relazione con l'attrice Demet Özdemir. Un anno dopo la coppia, nel giugno 2022, ha svolto la propria festa di fidanzamento ed ha ufficializzato il proprio matrimonio, mentre il 28 agosto dello stesso anno i due sono ufficialmente convolati a nozze. L’8 maggio 2023 hanno divorziato.

## Filmografia

### Attore

#### Cinema
- La vita felice (Neşeli Hayat), regia di Yılmaz Erdoğan (2009)
- Scene di un'estate (Çok Filim Hareketler Bunlar), regia di Ozan Açıktan (2010)
- Yol Arkadaşım, regia di Bedran Güzel (2017)
- Yol Arkadaşım 2, regia di Bedran Güzel (2018)
- Özür Dilerim, regia di İbrahim Büyükak (2023)

#### Televisione
- Çok Güzel Hareketler Bunlar – serie TV (2008)
- Bana Baba Dedi – serie TV, 7 episodi (2015)
- Jet Sosyete – serie TV, 1 episodio (2018)
- Çok Güzel Hareketler 2.Kuşak – serie TV, 1 episodio (2019)
- İlginç Bazı Olaylar – serie TV, 1 episodio (2019)

### Doppiatore

#### Cinema
- Fırıldak Ailesi, regia di Haluk Can Dizdaroglu e Berk Tokay (2017)
- Doru, regia di Can Soysal (2017)

### Compositore

#### Cinema
- S/he Berlin (2006)
- Scene di un'estate (Çok Filim Hareketler Bunlar), regia di Ozan Açıktan (2010)
- Küçük Esnaf, regia di Bedran Güzel (2016)
- Yol Arkadaşım, regia di Bedran Güzel (2017)
- Yol Arkadaşım 2, regia di Bedran Güzel (2018)

#### Video musicali
- Her mevsim yazım di Zeynep Bastık (2020)
- Bir daha di Zeynep Bastık (2020)
- Aşkın mevsimi di Oğuzhan Koç (2021)
- Aşk beni yendi di Oğuzhan Koc (2022)
- Yalanı bırak di Sakiler (2022)

### Sceneggiatore

#### Cinema
- Çok Güzel Hareketler Bunlar , regia di Yılmaz Erdoğan (2006-2012)
- Scene di un'estate (Çok Filim Hareketler Bunlar), regia di Ozan Açıktan (2010)
- 3 Adam (2013-2017)
- Bana Baba Dedi (2015)

## Teatro
- Çok Güzel Hareketler Bunlar (2006-2012)

## Programmi televisivi
- 3+1 (2013)
- 3 Adam (2014-2017)
- O Ses Çocuklar (2014-2015)
- O Ses Türkiye (2021)

## Spot pubblicitari
- Vodafone (2008-2013)
- Teknosa (2010)
- MNG Kargo (2015)
- Nescafé (2015)
- Head&Shoulders (2015)
- Algida (2015)
- Calve Türkiye (2016)
- Final Four (2017)
- Fuse Tea (2018)
- DeFacto (2018)
- Bonus (2021)
- Getir (2022)

## Discografia

### Album
- 2013: Ben Hala Rüyada
- 2020: Ev

### Singoli
- 2015: Aşkla Aynı Değil, feat. Gülben Ergen
- 2016: Bulutlara Esir Olduk
- 2017: Küsme Aşka
- 2017: Aşinayız, feat. Murat Dalkılıç
- 2018: Beni İyi Sanıyorlar
- 2018: Takdir-i İlahi
- 2019: Sükut-u Hayal
- 2020: Kendime Sardım
- 2020: Heyecandan
- 2020: Küskün
- 2021: Hepsi Geçiyor
- 2021: Bence de Zor
- 2021: Yoksa Yasak, feat. Arem Özgüç e Arman Aydın
- 2021: Aşkın Mevsimi
- 2022: Aşk Beni Yendi

## Riconoscimenti
- Ayakli Gazete TV Stars Awards
  - 2017: Vincitore come Miglior duetto insieme a Murat Dalkiliç
  - 2021: Candidato come Miglior cantante maschile
- Golden Palm Awards
  - 2018: Candidato come Miglior attore cinematografico per il film Yol Arkadasim
  - 2018: Candidato come Duetto dell'anno insieme a Murat Dalkiliç
  - 2019: Candidato come Miglior attore cinematografico per il film Yol Arkadasim 2
  - 2019: Vincitore come Miglior artista di musica pop maschile
  - 2020: Candidato come Canzone dell'anno per Sukut-u Hayal
- Pantene Golden Butterfly Awards
  - 2014: Vincitore come Miglior cantante rivoluzionario insieme a Irem Derici e Mabel Matiz
  - 2017: Candidato per I migliori video musicali per Küsme Aska insieme a Bedran Güzel
  - 2017: Candidato come Miglior cantante maschile di musica pop
  - 2018: Candidato come Miglior cantante maschile di musica pop insieme a Buray, Can Bonomo, Ido Tatlises, Ilyas Yalçintas, Kenan Dogulu, Koray Avci, Mabel Matiz e Murat Boz
  - 2019: Candidato come Miglior cantante maschile
  - 2021: Candidato come Miglior cantante maschile
  - 2022: Candidato come Miglior cantante maschile
- PowerTürk Music Awards
  - 2019: Candidato come Miglior cantante maschile
  - 2021: Vincitore come Miglior video musicale insieme a Mali Ergin
- Turkey Youth Awards
  - 2017: Candidato come Miglior canzone per la canzone Bulutlara Esir Olduk
  - 2018: Candidato come Miglior canzone per la canzone Küsme Aska
  - 2018: Candidato come Miglior cantante maschile
  - 2019: Candidato come Miglior cantante maschile
  - 2022: Vincitore come Miglior cantante maschile